# Hassi Fedoul
Hassi Fedoul (în arabă حاسى فدول) este o comună din provincia Djelfa, Algeria.
Populația comunei este de 13.171 de locuitori (2008).